# Ботікаш
Боті́каш (порт. Boticas; МФА: [bu.ˈti.kɐʃ], Буті́каш) — муніципалітет і містечко в Португалії, в окрузі Віла-Реал. Розташований у північній частині країни, на теренах історичної португальської провінції Трансмонтана. Належить до Віла-Реальської діоцезії Католицької церкви в Португалії. Права міського самоврядування має з 1836 року. Поділяється на 10 парафій. За адміністративним поділом, чинним до 1976 року, був складовою провінції Трансмонтана і Верхнє Дору. Площа муніципалітету — 321,96 км², населення муніципалітету — 5750 ос. (2011); густота населення — 17,86 осіб/км²
. Патрон — Діва Марія. Святковий день муніципалітету — 6 листопада. Поштовий індекс — 5460.  Код місцевої адміністративної одиниці — 1702. Складова статистичного регіону Північ.

## Географія
Ботікаш розташований на півночі Португалії, в центрі округу Віла-Реал.
Ботікаш межує на сході — з муніципалітетом Шавеш, на південному сході — з муніципалітетом Віла-Пока-де-Агіар, на півдні — з муніципалітетом Рібейра-де-Пена, на південному заході — з муніципалітетом Кабесейраш-де-Башту, на заході та північному заході — з муніципалітетом Монталегре.

## Населення
| Кількість мешканців | Кількість мешканців | Кількість мешканців | Кількість мешканців | Кількість мешканців | Кількість мешканців | Кількість мешканців | Кількість мешканців | Кількість мешканців | Кількість мешканців | Кількість мешканців | Кількість мешканців | Кількість мешканців | Кількість мешканців | Кількість мешканців |
| ------------------- | ------------------- | ------------------- | ------------------- | ------------------- | ------------------- | ------------------- | ------------------- | ------------------- | ------------------- | ------------------- | ------------------- | ------------------- | ------------------- | ------------------- |
| 1864                | 1878                | 1890                | 1900                | 1911                | 1920                | 1930                | 1940                | 1950                | 1960                | 1970                | 1981                | 1991                | 2001                | 2011                |
| 9 388               | 9 933               | 10 133              | 10 982              | 10 937              | 10 338              | 11 154              | 11 786              | 13 247              | 14 481              | 10 925              | 8 773               | 7 936               | 6 417               | 5 750               |